# Gérard Oury

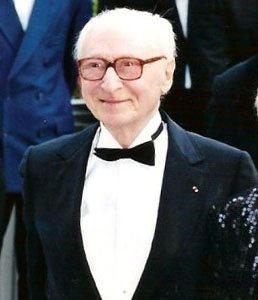
En la edición del 2001 del Festival de Cannes.

Gérard Oury (París, 29 de abril de 1919-Saint-Tropez, 20 de julio de 2006) fue un director de cine, actor y guionista francés. Como realizador, sus mayores éxitos fueron Le Corniaud y La Grande Vadrouille (en España, La gran juerga). Esta última se mantuvo durante más de treinta años como la película francesa más taquillera de la historia.
Estudió en el Lycée Janson de Sailly de París.

## Filmografía
- 1960 : La Main chaude
- 1961 : La Menace
- 1962 : Le crime ne paie pas
- 1965 : Le Corniaud
- 1966 : La Grande Vadrouille
- 1969 : Le Cerveau
- 1971 : La Folie des grandeurs
- 1973 : Les Aventures de Rabbi Jacob
- 1978 : La Carapate
- 1980 : Le Coup du parapluie
- 1982 : L'As des as
- 1984 : La Vengeance du serpent à plumes
- 1987 : Lévy et Goliath'
- 1989 : Vanille Fraise
- 1993 : La Soif de l'or
- 1996 : Fantôme avec chauffeur
- 1999 : Le Schpountz (+ scénariste)

}}